# Новый Форштадт
Но́вый Форшта́дт (латыш. Jaunā Forštate или Jaunā Forštadte) — район города Даугавпилс (Латвия). Население района составляет свыше 15 тысяч человек (на 2013 год).

## История
Новый Форштадт расположен на севере города, по нему проходит граница Даугавпилса с Даугавпилсским краем. Граничит с районами города Старым Форштадтом, Новым Строеним и Химией. Начал застраиваться по плану с начала 80-х годов XX века, от района улиц Зэлткална (Златогорской), Авеню (Малиновая), Эзеру (Озёрная). Первоначальное название — 1 мая или Первомайский район. Особенность — молодёжный район (по возрасту жителей), кооперативное жильё, дома с 7—9 подъездами. В основном пятиэтажная застройка, дома панельные, есть и дома из красного кирпича, 12 девятиэтажных домов параллельно улице Авеню, с освоением района строились объекты соцкультбыта — магазины, детские сады, школы (средняя школа № 16 на 1600 учеников с бассейном, позднее начали строить начальную школу). В районе действовало почтовое отделение (закрыто в 2010 году в связи с финансово-экономическим кризисом). На севере граничит с сосновым лесом, с востока отделен от Химии и Нового Строения железной дорогой (сортировочной станцией), выстроен пешеходный мост над путями. За железной дорогой находится конечная остановка трамвая № 2.
В район стал ходить новый маршрут автобуса № 17, с увеличением площади района продлевался маршрут и в конце-концов образовал кольцо по району.
В апреле 1992 года район был переименован в Новый Форштадт, но в разговорной речи закрепилось и сохраняется первоначальное название — Первомайский, Первомайка. В начале 2000-х построен водовод от артезианских скважин в Науенской волости и выстроена станция обезжелезивания воды водопровода, город перестал брать воду из реки для водопровода.

## Современность
Остается жилым районом города, автобус поделен на два подмаршрута № 17 через ж/д вокзал на автовокзал, № 17а через ДБДД (CSDD) на автовокзал, имеются магазины «Мего», супермаркет «iki» торговый центр «Авеню». Курсируют также маршруты 2, 19 , 20 , 20A и 20A/2. Центральными улицами района являются Авеню, Пиекрастес и Резекнес. Имеются платные автостоянки. С прошлого года идет строительство транспортной развязки на окраине района, через ж/д пути. С 26 апреля 2010 года в районе изменён проезд автобусов из-за строительства путепровода. Основная школа Зелткална закрыта, слита с 16 средней школой. С 1 сентября 2010 года объединятся 7 с 16 школой из-за нехватки учеников вследствие демографии населения.